# イチオシ
『イチオシ』は、テレビ東京系列局で放送されていたテレビ東京ミュージック製作の情報バラエティ番組である。全76回。テレビ東京では2001年4月2日（1日深夜）から2002年9月30日（29日深夜）まで、毎週月曜 1:00 - 1:30 （日曜深夜、日本標準時）に放送。

## 概要
薬丸裕英が共演者のイチオシギャルたちとともに、ロケ先で提供されるさまざまな商品（製品ないしはサービス）を自ら体験・吟味しながらリポートしていた深夜番組。
薬丸たちは毎回番組が用意する貸切バスに乗り、関東各地のさまざまな注目スポットに足を運んでいた。行く先々ではその店の責任者や従業員などが薬丸たちの相手役を務めていたほか、行く途中のバスの中においてもさまざまな業界で活躍する独立開業者などが登場し、薬丸たちにその巧みな腕を振るっていた。毎回のロケのテーマは視聴者から寄せられるハガキの内容をもとに決められていたが、傾向としては東京都内の店の紹介が多かった。また、有名洋菓子店が数量限定で販売している洋菓子や、補正下着の専門店が来店者に実施するサービスといった若い女性向けの情報がメインだった。
番組はこの他に、J-POP系のプロモーションビデオを紹介する音楽コーナーを設けていた。このコーナーはメインパートの合間に挿むようにして行われていたが、基本的に薬丸たちはこのコーナーには出演せずに別の出演者が担当していた。メインパートとは完全に居を別にしていたことから、番組内で放送されるミニ番組的な存在となっていた。
前述の通り、この番組の製作を担当していたのはテレビ東京の関連会社であるテレビ東京ミュージックで、テレビ東京の名はエンディングのクレジットには入っていなかった。そのため、テレビ東京の公式サイト内にこの番組の公式サイトは併設されていなかった。

## 出演者

### 司会
- 薬丸裕英 - 全期間を通して出演[1]。

### イチオシギャル
- 黒羽夏奈子
- 松坂紗良
- 森田友美恵
- 石井麻里江
- 中村かすみ
- 片岡未来
- 山吹美奈斗
- 益子梨恵

### コーナー出演者
- Ortes
- 五十嵐恵
- 平松泉
- 青木裕子
- The NaB's

### ナレーター
- 小西寛子 - 2002年3月中のみ顔出し出演もしていた[2]。

## スタッフ
- 企画：横内正昭
- 構成：KOGAME、垣端鑑
- 撮影：長門孝之
- 映像：板垣秀樹
- 技術：ANIKI
- 編集：宿屋好孝（スタジオWelt）
- MA：楽山夏子
- 音効：木村俊之
- スタイリスト：野村七重
- メイク：木村真弓
- 制作協力：Capa、OFFICE UNI
- 演出：KAME
- AP （プロデューサー補）：山田由佳（テレビ東京ミュージック）
- プロデューサー：内藤公子（テレビ東京ミュージック）、松野暁（Capa）
- 製作：テレビ東京ミュージック

## 放送局
系列局のうち、テレビせとうちでは未放送。
| 放送対象地域 | 放送局       | 系列           | 放送日時                      |
| ------------ | ------------ | -------------- | ----------------------------- |
| 関東広域圏   | テレビ東京   | テレビ東京系列 | 月曜 1:00 - 1:30 （日曜深夜） |
| 北海道       | テレビ北海道 | テレビ東京系列 | 土曜 2:15 - 2:45 （金曜深夜） |
| 愛知県       | テレビ愛知   | テレビ東京系列 | 木曜 2:15 - 2:45 （水曜深夜） |
| 大阪府       | テレビ大阪   | テレビ東京系列 | 水曜 2:35 - 3:05 （火曜深夜） |
| 福岡県       | TVQ九州放送  | テレビ東京系列 | 日曜 2:55 - 3:25 （土曜深夜） |